# Scrignac
Scrignac (tiếng Breton: Skrigneg) là một xã của tỉnh Finistère, thuộc vùng Bretagne, miền tây bắc Pháp.

## Dân số
Người dân ở Scrignac được gọi là Scrignacois.